# Oryctanthus grammatus
Oryctanthus grammatus är en tvåhjärtbladig växtart som beskrevs av Kuijt. Oryctanthus grammatus ingår i släktet Oryctanthus och familjen Loranthaceae. Inga underarter finns listade i Catalogue of Life.